# Mike Evans (pallanuotista)
Michael Scott Evans, detto Mike (Fontana, 26 marzo 1960), è un ex pallanuotista statunitense, vincitore di una medaglia di argento alle olimpiadi di Seul 1988.